# Bárbara Santos (Regisseurin)
Bárbara Santos (anhörenⓘ; geboren 1963 in Rio de Janeiro) ist eine brasilianische Autorin, Schauspielerin und Filmschaffende.

## Leben und Wirken
Bárbara Santos hat in Rio de Janeiro mit Augusto Boal, der das Konzept Theater der Unterdrückten, konzipierte, zusammengearbeitet und dieses weiterentwickelt. Santos hat die künstlerische Leitung des Berliner Vereins Kuringa inne und ist Gründerin des Internationalen Netzwerks Ma(g)dalena. Ihre Publikationen erschienen in Spanisch, Portugiesisch und Englisch.
Ihr Film Ash Wednesday ist ihr Debüt als Filmregisseurin und erzählt von der Polizeigewalt gegen Schwarze in Brasilien. Im Rahmen der 73. Internationalen Filmfestspiele Berlin war Ash Wednesday in der Kategorie Perspektive Deutsches Kino zu sehen.

## Filmografie (Auswahl)
Regie
- 2023: Ash Wednesday mit João Pedro Prado Quarta-Feira

als Schauspielerin
- 2010: Augusto Boal e o Teatro do Oprimido
- 2019: Die Sehnsucht der Schwestern Gusmão
- 2022: Domingo à Noite

## Publikationen (Auswahl)
- Teatro do Oprimido – Raízes e Asas: uma teoria da práxis. 1ª 2016, ISBN 978-85-7823-252-8. (portugiesisch)
  - Theatre of the Oppressed – Roots & WIngs: A Theory of Praxis. (englischsprachige Übersetzung)